# Piece by Piece Tour
Piece by Piece Tour  —en español: Gira Pieza por Pieza es la octava gira de conciertos de la cantante estadounidense Kelly Clarkson en apoyo a su séptimo álbum de estudio, Piece by Piece (2015). Se iniciará el 11 de julio de 2015 en Hershey en el Estadio Hershey y continuará por Norteamérica, concluyendo el 17 de octubre de 2015 en Vancouver, Columbia Británica.

## Antecedentes
El 2 de febrero de 2015, mientras era entrevistada por la estadio radial canadiense 98.1 CHFI, a Clarkson se le preguntó sobre la gira. Ella respondió que lo realizaría en Estados Unidos, parte de Canadá, y luego un largo recorrido en Canadá, con nuevas fechas más adelante. El 3 de marzo de 2015, Clarkson formalmente anunció planes de una gira mientras promocionaba Piece by Piece (2015) durante una aparición en Good Morning America. Un lanzamiento oficial confirmó fechas alrededor de Norteamérica. Fechas adicionales en Canadá fueron publicado el 16 de marzo de 2015.
Los actos que acompañaran a Clarkson en Estados Unidos y Toronto son: Eric Hutchinson y Pentatonix. En un vídeo que Clarkson publicó en su página de Facebook hablando sobre su tour, ella muestra su emoción de que Pentatonix sea acto de apertura y espera convencerlos de cantar durante su repertorio. Nick Jonas y Tyler Shaw abrirán para Clarkson en octubre de 2015 en Canadá. El 21 de mayo de 2015, fue anunciado que la cantante Abi Ann también será acto de apertura para Clarkson.
Clarkson confirmó planes de incluir los sencillos «Heartbeat Song» y «Invincible» en el listado de canciones del show, junto a otros temas del álbum como «Dance With Me» y «Tightrope», con este último se comprometió a ser un punto culminante del show. En conversación para USA Today, Clarkson declaró: "Debido a un elemento que nunca he hecho en la gira, tiene sentido para incorporar esa canción yo no estoy volando o en la cuerda floja -. No hay que - pero tiene sentido con esa canción y cómo suena en el expediente que encajará en el show". Piece by Piece Tour será coordinado por Live Nation.

## Recepción comercial
Las ventas generales del tour comenzarán el sábado 14 de marzo de 2015. Citi ha sido confirmado como el banco oficial de la gira, con un acceso especial en preventa para los miembros Privated Pass Programa el 10 de marzo de 2015. A los miembros del club de fanes de Kelly Clarkson, Kellebrities, también se prestará especial la disponibilidad de preventa.

## Actos de apertura
- Pentatonix
- Eric Hutchinson
- Nick Jonas
- Tyler Shaw
- Abi Ann

## Fechas
| Día                      | Ciudad            | País           | Lugar                                           | Acto de Apertura                   | Asistencia   | Ingreso      |
| Norteamérica             | Norteamérica      | Norteamérica   | Norteamérica                                    | Norteamérica                       | Norteamérica | Norteamérica |
| ------------------------ | ----------------- | -------------- | ----------------------------------------------- | ---------------------------------- | ------------ | ------------ |
| 11 de julio de 2015      | Hershey           | Estados Unidos | Hersheypark Stadium                             | Pentatonix Eric Hutchinson Abi Ann | —            | —            |
| 12 de julio de 2015      | Mansfield         | Estados Unidos | Xfinity Center                                  | Pentatonix Eric Hutchinson Abi Ann | —            | —            |
| 14 de julio de 2015      | Holmdel           | Estados Unidos | PNC Bank Arts Center                            | Pentatonix Eric Hutchinson Abi Ann | —            | —            |
| 16 de julio de 2015      | New York          | Estados Unidos | Radio City Music Hall                           | Pentatonix Eric Hutchinson         | —            | —            |
| 17 de julio de 2015      | New York          | Estados Unidos | Radio City Music Hall                           | Pentatonix Eric Hutchinson         | —            | —            |
| 19 de julio de 2015      | Burgettstown      | Estados Unidos | First Niagara Pavilion                          | Pentatonix Eric Hutchinson Abi Ann | —            | —            |
| 21 de julio de 2015      | Darien            | Estados Unidos | Darien Lake                                     | Pentatonix Eric Hutchinson Abi Ann | —            | —            |
| 23 de julio de 2015      | Uncasville        | Estados Unidos | Mohegan Sun Arena                               | Pentatonix Eric Hutchinson Abi Ann | —            | —            |
| 25 de julio de 2015      | Toronto           | Canadá         | Molson Canadian Amphitheatre                    | Pentatonix Eric Hutchinson Abi Ann | —            | —            |
| 26 de julio de 2015      | Clarkston         | Estados Unidos | DTE Energy Music Theatre                        | Pentatonix Eric Hutchinson Abi Ann | —            | —            |
| 28 de julio de 2015      | Cincinnati        | Estados Unidos | Riverbend Music Center                          | Pentatonix Eric Hutchinson Abi Ann | —            | —            |
| 30 de julio de 2015      | Noblesville       | Estados Unidos | Klipsch Music Center                            | Pentatonix Eric Hutchinson Abi Ann | —            | —            |
| 1 de agosto de 2015      | Rosemont          | Estados Unidos | Allstate Arena                                  | Pentatonix Eric Hutchinson Abi Ann | —            | —            |
| 2 de agosto de 2015      | Maryland Heights  | Estados Unidos | Hollywood Casino Amphitheatre                   | Pentatonix Eric Hutchinson Abi Ann | —            | —            |
| 4 de agosto de 2015      | Saint Paul        | Estados Unidos | Xcel Energy Center                              | Pentatonix Eric Hutchinson Abi Ann | —            | —            |
| 6 de agosto de 2015      | Denver            | Estados Unidos | Pepsi Center                                    | Pentatonix Eric Hutchinson Abi Ann | —            | —            |
| 8 de agosto de 2015      | West Valley City  | Estados Unidos | USANA Amphitheatre                              | Pentatonix Eric Hutchinson Abi Ann | —            | —            |
| 10 de agosto de 2015     | Portland          | Estados Unidos | Moda Center                                     | Pentatonix Eric Hutchinson Abi Ann | —            | —            |
| 12 de agosto de 2015     | Seattle           | Estados Unidos | KeyArena                                        | Pentatonix Eric Hutchinson Abi Ann | —            | —            |
| 15 de agosto de 2015     | Las Vegas         | Estados Unidos | Mandalay Bay Events Center                      | Pentatonix Eric Hutchinson Abi Ann | —            | —            |
| 16 de agosto de 2015     | San Diego         | Estados Unidos | Viejas Arena                                    | Pentatonix Eric Hutchinson Abi Ann | —            | —            |
| 19 de agosto de 2015     | Los Ángeles       | Estados Unidos | Staples Center                                  | Pentatonix Eric Hutchinson Abi Ann | —            | —            |
| 21 de agosto de 2015     | Wheatland         | Estados Unidos | Toyota Amphitheatre                             | Pentatonix Eric Hutchinson Abi Ann | —            | —            |
| 23 de agosto de 2015     | Mountain View     | Estados Unidos | Shoreline Amphitheatre                          | Pentatonix Eric Hutchinson Abi Ann | —            | —            |
| 25 de agosto de 2015     | Phoenix           | Estados Unidos | Ak-Chin Pavilion                                | Pentatonix Eric Hutchinson Abi Ann | —            | —            |
| 27 de agosto de 2015     | Albuquerque       | Estados Unidos | Isleta Amphitheater                             | Pentatonix Eric Hutchinson Abi Ann | —            | —            |
| 29 de agosto de 2015     | Austin            | Estados Unidos | Circuito de las Américas                        | Pentatonix Eric Hutchinson Abi Ann | —            | —            |
| 30 de agosto de 2015     | Dallas            | Estados Unidos | Gexa Energy Pavilion                            | Pentatonix Eric Hutchinson Abi Ann | —            | —            |
| 1 de septiembre de 2015  | The Woodlands     | Estados Unidos | Cynthia Woods Mitchell Pavilion                 | Pentatonix Eric Hutchinson Abi Ann | —            | —            |
| 3 de septiembre de 2015  | North Little Rock | Estados Unidos | Verizon Arena                                   | Pentatonix Eric Hutchinson Abi Ann | —            | —            |
| 5 de septiembre de 2015  | Nashville         | Estados Unidos | Bridgestone Arena                               | Pentatonix Eric Hutchinson Abi Ann | —            | —            |
| 10 de septiembre de 2015 | Atlanta           | Estados Unidos | Aaron's Amphitheatre                            | Pentatonix Eric Hutchinson Abi Ann | —            | —            |
| 12 de septiembre de 2015 | Vienna            | Estados Unidos | Wolf Trap National Park for the Performing Arts | Pentatonix Eric Hutchinson Abi Ann | —            | —            |
| 13 de septiembre de 2015 | Vienna            | Estados Unidos | Wolf Trap National Park for the Performing Arts | Pentatonix Eric Hutchinson Abi Ann | —            | —            |
| 15 de septiembre de 2015 | Tampa             | Estados Unidos | MidFlorida Credit Union Amphitheatre            | Pentatonix Eric Hutchinson Abi Ann | —            | —            |
| 17 de septiembre de 2015 | West Palm Beach   | Estados Unidos | Coral Sky Amphitheater                          | Pentatonix Eric Hutchinson Abi Ann | —            | —            |
| 19 de septiembre de 2015 | Raleigh           | Estados Unidos | Walnut Creek Amphitheatre                       | Pentatonix Eric Hutchinson Abi Ann | —            | —            |
| 20 de septiembre de 2015 | Camden            | Estados Unidos | Susquehanna Bank Center                         | Pentatonix Eric Hutchinson Abi Ann | —            | —            |
| 1 de octubre de 2015     | Ottawa            | Canadá         | Canadian Tire Centre                            | Nick Jonas Tyler Shaw              | —            | —            |
| 2 de octubre de 2015     | Montreal          | Canadá         | Centre Bell                                     | Nick Jonas Tyler Shaw              | —            | —            |
| 4 de octubre de 2015     | London            | Canadá         | Budweiser Gardens                               | Nick Jonas Tyler Shaw              | —            | —            |
| 7 de octubre de 2015     | Winnipeg          | Canadá         | MTS Centre                                      | Nick Jonas Tyler Shaw              | —            | —            |
| 10 de octubre de 2015    | Saskatoon         | Canadá         | SaskTel Centre                                  | Nick Jonas Tyler Shaw              | —            | —            |
| 12 de octubre de 2015    | Calgary           | Canadá         | Scotiabank Saddledome                           | Nick Jonas Tyler Shaw              | —            | —            |
| 14 de octubre de 2015    | Edmonton          | Canadá         | Rexall Place                                    | Nick Jonas Tyler Shaw              | —            | —            |
| 15 de octubre de 2015    | Dawson Creek      | Canadá         | EnCana Events Centre                            | Nick Jonas Tyler Shaw              | —            | —            |
| 17 de octubre de 2015    | Vancouver         | Canadá         | Rogers Arena                                    | Nick Jonas Tyler Shaw              | —            | —            |
| Total                    | Total             | Total          | Total                                           | Total                              | —            | —            |